# 신당초등학교 천수분교
신당초등학교 천수분교는 대한민국 충청남도 홍성군 서부면 신리에 있었던 공립 초등학교이다.

## 연혁
- 1934년 4월 2일 : 서부공립보통학교 부설 신리간이학교 개교
- 1944년 3월 31일 : 서부공립국민학교 양곡분교장 승격
- 1949년 10월 1일 : 천수국민학교 승격
- 1982년 3월 10일 : 병설유치원 개원
- 1996년 3월 1일 : 천수초등학교로 교명 개칭
- 1999년 9월 1일 : 신당초등학교 분교장으로 편입
- 2007년 3월 1일 : 폐교, 서부초등학교로 통합